# Maar

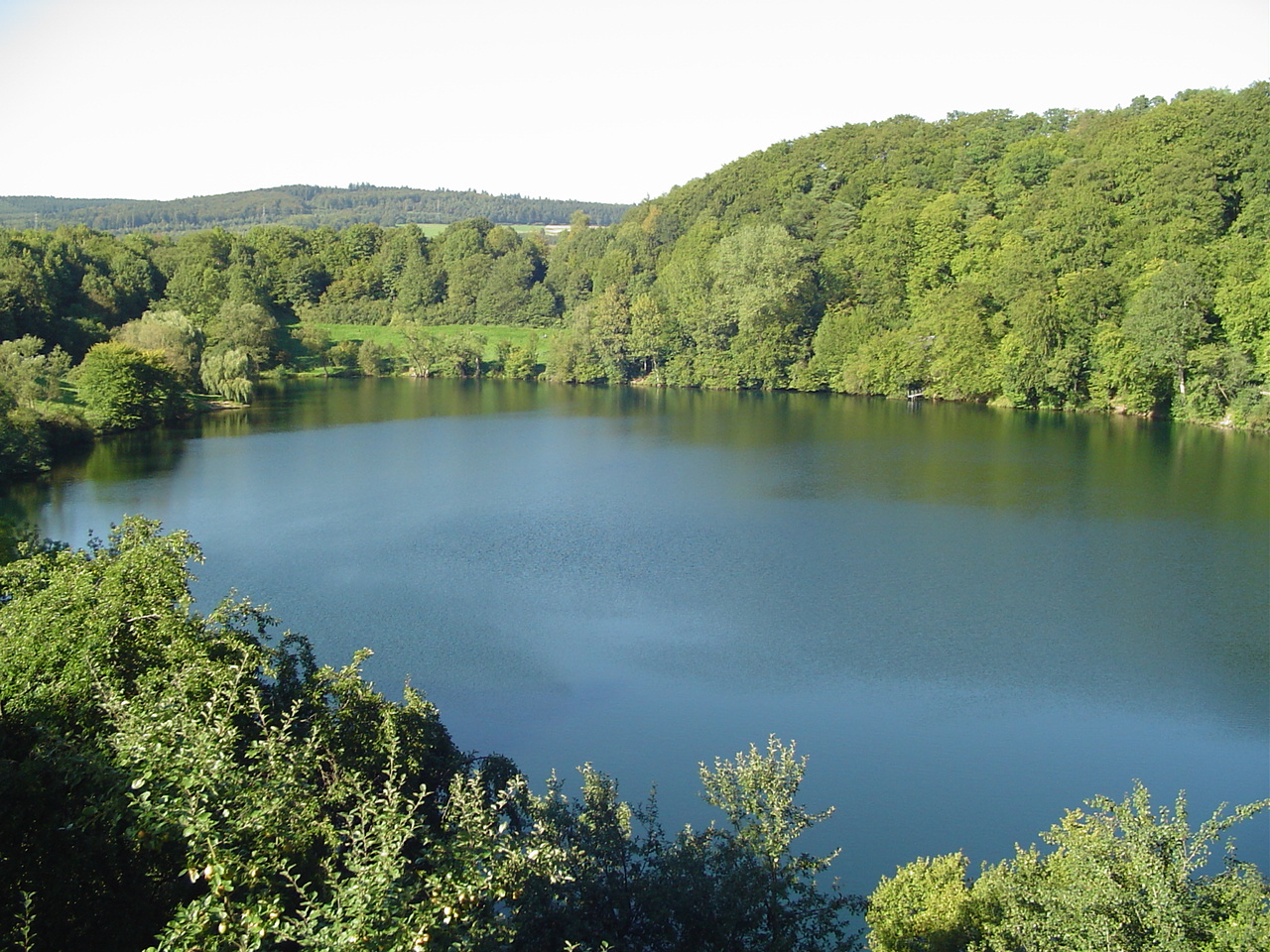
Ulmener Maar

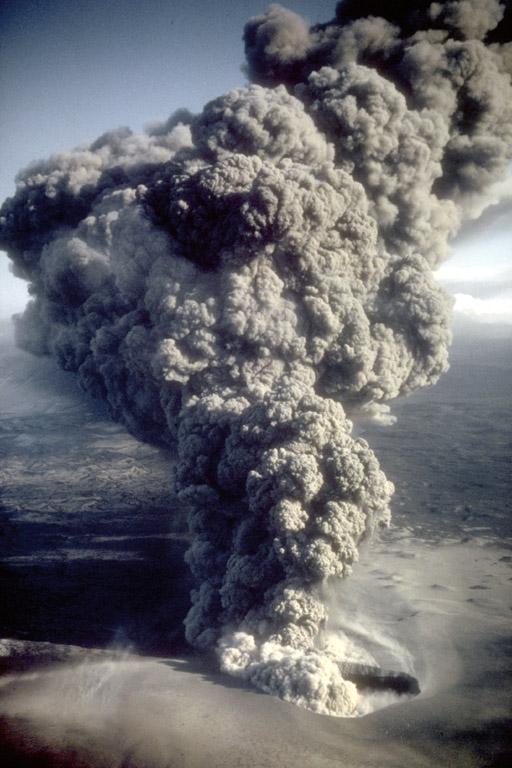
Phreatomagmatische Explosion im östlichen Ukinrek-Maar

Ein Maar (lateinisch mare ‚Meer‘) ist eine schüssel- oder trichterförmige Mulde vulkanischen Ursprungs, die in eine vorvulkanische Landfläche eingesenkt ist. Gebildet werden Maare durch Wasserdampfexplosionen beim Zusammentreffen von Grundwasser und heißem Magma, in den meisten Fällen in einer einzigen Explosionsperiode. Maare sind überwiegend kreisförmig oder oval, die Mulde kann flach oder trichterförmig wie ein Krater sein. In der Regel ist das Maar von einem Ringwall aus Auswurfmaterial umgeben. Man unterscheidet den Maarsee vom Trockenmaar.
Die in Maaren vorgefundenen Sedimente geben Forschern mittels sedimentologischer Untersuchungen Einblicke in die klimatische Vergangenheit der Erde.

## Namensherkunft
Der Name Maar geht höchstwahrscheinlich auf den gleichlautenden Eifler Mundartbegriff aus der Dauner Gegend zurück. Die Ableitung dieses Worts vom lateinischen mare (Meer) und dem spätlateinischen mara (See) liegt nahe. Eine der ersten schriftlichen Erwähnungen des Wortes Marh findet sich in der 1544 erschienenen Cosmographia des Sebastian Münster. Er bezeichnete damit das Ulmener Maar und den Laacher See, wenn auch letzterer nach heutiger Typologie eine Caldera darstellt. Der Trierer Geologe und Gymnasiallehrer Johannes Steininger (1794–1874) wandte den Mundartnamen Maar erstmals als geologischen Fachbegriff auf einen normalerweise mit Wasser gefüllten Vulkantrichter an. Später ging der Begriff in die internationale Fachsprache ein.

## Aufbau und Entstehung
Die Bildung von Maaren war lange umstritten, konnte jedoch aufgrund der Beobachtungen an aktiven Maarvulkanen rund um den Pazifik geklärt werden.
Maare entstehen bei einer phreatomagmatischen Explosion, wenn Wasser (Grund- oder Oberflächenwasser) auf heiße Gesteinsschmelze (Magma) trifft. Der davon verursachte Explosionsvorgang führt zu einem raschen Auswurf von Tuffmaterial, das in manchen Fällen fast gänzlich aus zertrümmertem nichtvulkanischem Nebengestein besteht, auf jeden Fall ist ein Nebengesteinsanteil in den ausgeworfenen Tuffen festzustellen. Die Tuffe können einen Wall um den Maarrand bilden, in unregelmäßig verteilten Tufffächern vom Maar ausgehen oder als Tuffdecke die Umgebung des Maars überdecken. Der Durchmesser typischer Maare liegt zwischen 50 und 2000 m, noch größere Maare sind bekannt.
Die Größe des Maars hängt im Wesentlichen von der zugeführten Wassermenge ab. Bei geringer Wassermenge liegt das Zentrum der Explosion nahe der Erdoberfläche in etwa 30 bis 100 m Tiefe. Der herausgesprengte Trichter des Explosionskraters ist einige hundert Meter groß, sein Volumen entspricht dem des ausgeworfenen Materials. Ist die Wassermenge groß, weil etwa ein wasserreicher Bach oder ein See in den Vulkanschlot hinein läuft, so kann das Wasser größere Tiefen erreichen und die Explosion findet in bis zu 500 m Tiefe statt. Sie kann das Gestein darüber nicht vollständig ausräumen, so dass das bei der Explosion zertrümmerte Gestein in engen Explosionskanälen und -spalten nach oben durchbricht und dort als Tuffstrahl oder -Fächer ausgeworfen wird, während der entleerte Hohlraum schließlich einbricht. Explosionen solchen Typs erzeugen Maare mit mehr als 1000 m Durchmesser.

### Maarseen und Trockenmaare
Im Maarsee füllt das Grund- oder Niederschlagswasser die trichterförmige und meist runde Hohlform des Maarkessels, der durch die vulkanischen Explosionen entstanden ist. Beispiele für diesen Maartyp sind die drei Dauner Maare in der Eifel. Ein Trockenmaar ist ein mit Sediment aufgefüllter (verlandeter), angelandeter oder trockengelegter Maarsee. Ein verlandeter Maarsee ist zum Beispiel das Eckfelder Maar. Bei Steffeln ist das im letzten Jahrhundert trockengelegte „Eichholzmaar“ (auch „Gussweiher“ genannt) wieder zu einem Maar renaturiert worden. In einigen Fällen ist der Untergrund so wasserdurchlässig, dass sich kein Maarsee bilden kann. Nach schneereichen Wintern und starken Regenfällen füllen sich manche Trockenmaare partiell und temporär mit Wasser, andere enthalten kleine Moore oder oft künstlich angelegte Weiher, die jedoch nur Teile der Hohlform einnehmen.

### Abgrenzung zu anderen Vulkanformen
Der Vulkantyp des Maars lässt sich gegen ähnliche vulkanische Formen wie folgt abgrenzen:
- im Gegensatz zu Kraterseen sind Maare in eine nicht vulkanische Oberfläche eingesenkt. Von ihm gehen keine oder selten Lavaströme aus.
- im Gegensatz zu Calderen entstehen Maare nicht durch den Einsturz einer Magmakammer. Durch den Auswurf von Gesteinsmaterial aus tieferen Regionen bei einer Maareruption kann der Einsturz der Oberfläche verursacht werden, Reste eines Vulkankegels oder anderer Vulkangebäude fehlen jedoch, ebenso Hinweise auf eine längere Entstehungszeit.
- im Gegensatz zum Diatrem weist ein Maar einen in die Erdoberfläche eingesenkten Trichter oder Krater auf.
- die ausgeworfenen pyroklastischen Gesteine (bzw. die „Tephra“) sind vergleichsweise nebengesteinsreich bzw. arm an Lavabruchstücken und -bomben.[4]

## Vorkommen

### In Deutschland

#### Eifelmaare

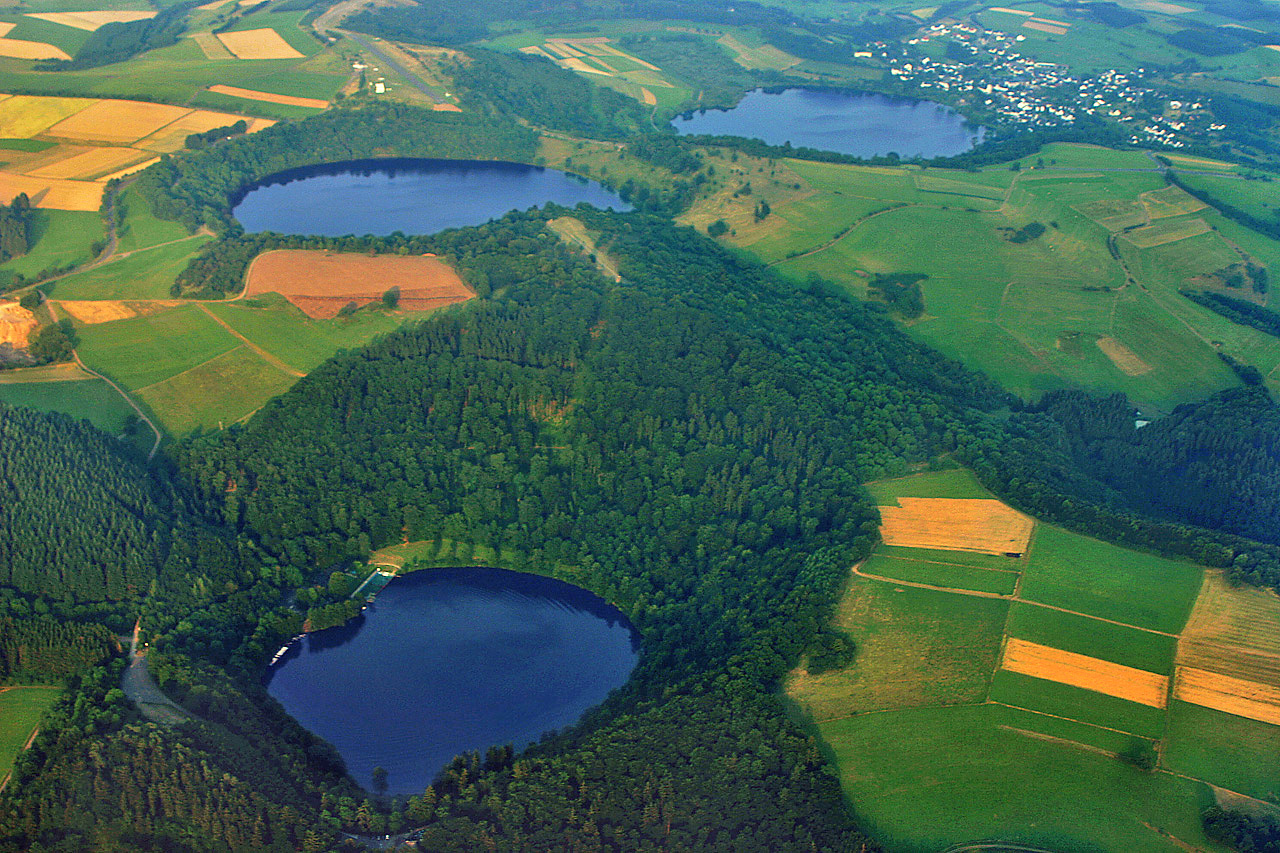
Die drei (blauen) Dauner Maare (vom Vordergrund nach hinten): Gemündener, Weinfelder und Schalkenmehrener Maar

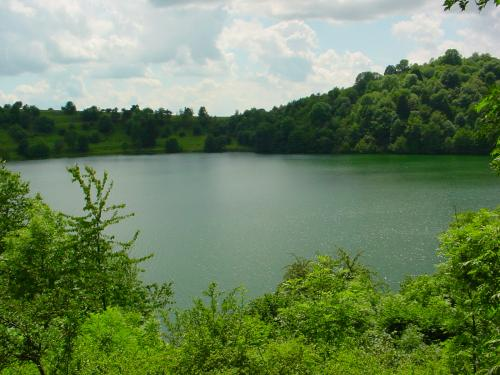
Weinfelder Maar

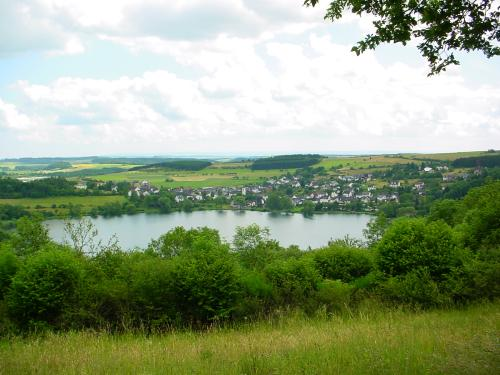
Schalkenmehrener Maar

In der Vulkaneifel kommen etwa 75 Maare vor, sowohl als wassergefüllte Maarseen, in der weitaus überwiegenden Zahl der Fälle jedoch als Trockenmaare. Beide Formen sind typisch für die Vulkaneifel. Die letzten Ausbrüche liegen mindestens 11.000 Jahre zurück und viele Maare der Eifel sind deutlich älter. Aus diesem Grund sind viele bereits stark erodiert und ihre Formen und vulkanischen Merkmale nicht so deutlich, wie dies bei jüngeren oder gar aktiven Maaren anderswo auf der Erde der Fall ist. Dennoch sind die Maare der Eifel gut erhalten.
Die dort wassergefüllten Maare werden auch als (blaue) Augen der Eifel bezeichnet.

##### Wassergefüllte Maare der Eifel
| Name Geo-Koordinaten      | Lage bei/zwischen        | Fläche in ha | Tiefe in m | Anmerkung                                 |
| ------------------------- | ------------------------ | ------------ | ---------- | ----------------------------------------- |
| Eichholzmaar (⊙)          | Duppach, Steffeln        | 1.1          | 3.2        | Kleinster, dauerhafter Eifelmaarsee       |
| Gemündener Maar (⊙)       | Gemünden                 | 7.2          | 39.0       |                                           |
| Holzmaar (⊙)              | Eckfeld, Gillenfeld      | 6.8          | 21.0       | Wird von einem Bach durchflossen          |
| Immerather Maar (⊙)       | Immerath, Strotzbüsch    | 6.0          | 2.9        | Geringste Tiefe aller Eifelmaarseen       |
| Meerfelder Maar (⊙)       | Deudesfeld, Meerfeld     | 24.0         | 17.0       |                                           |
| Pulvermaar (⊙)            | Gillenfeld, Immerath     | 38.48        | 72.0       | Tiefster und größter Maarsee Deutschlands |
| Schalkenmehrener Maar (⊙) | Gemünden, Schalkenmehren | 21.6         | 21.0       |                                           |
| Ulmener Maar (⊙)          | Ulmen                    | 6.0          | 37.0       | Jüngstes Maar der Eifel                   |
| Weinfelder Maar (⊙)       | Gemünden, Schalkenmehren | 16.8         | 51.0       | Auch Totenmaar genannt                    |

##### Trockenmaare der Eifel

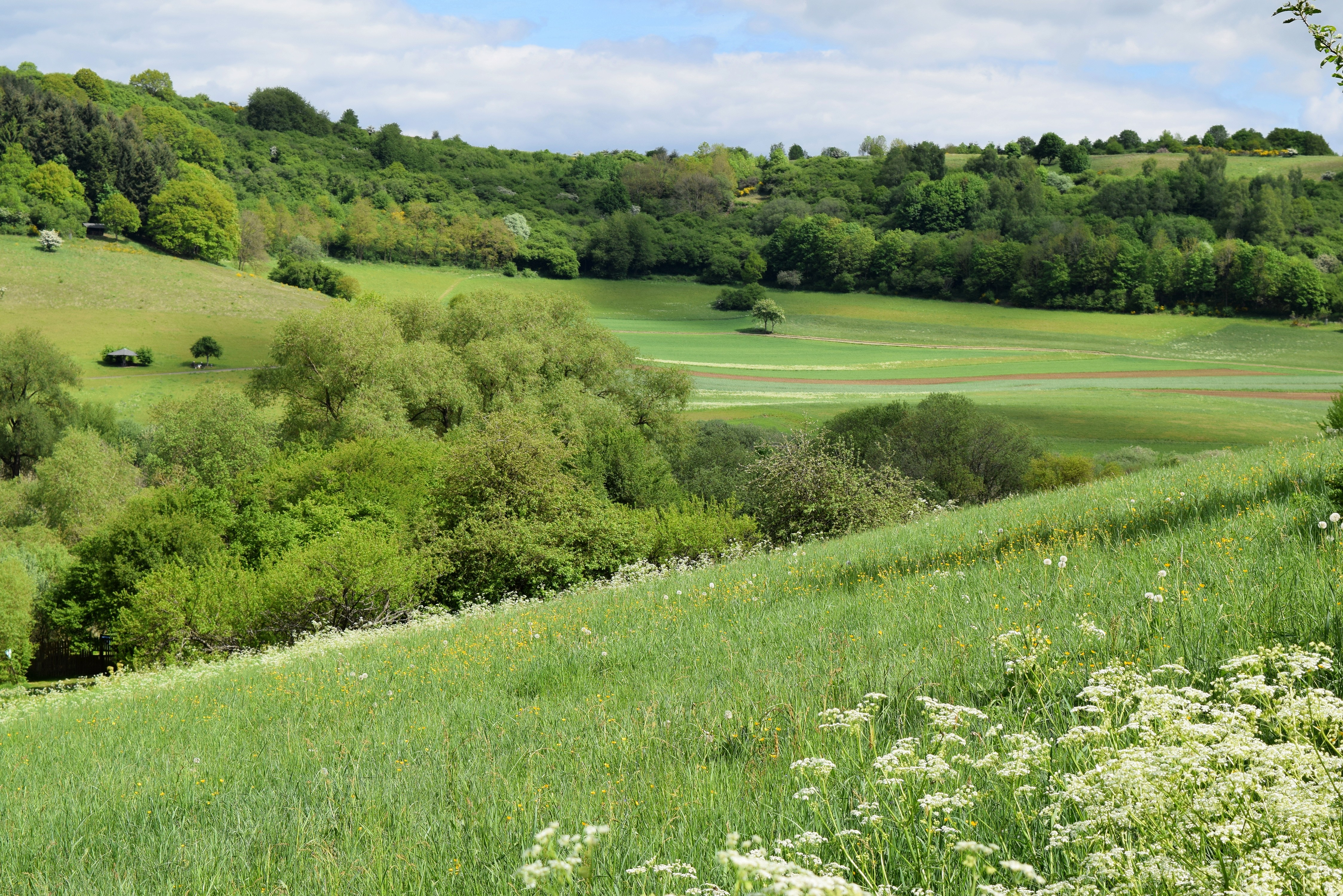
Schalkenmehrener „Trocken“maar

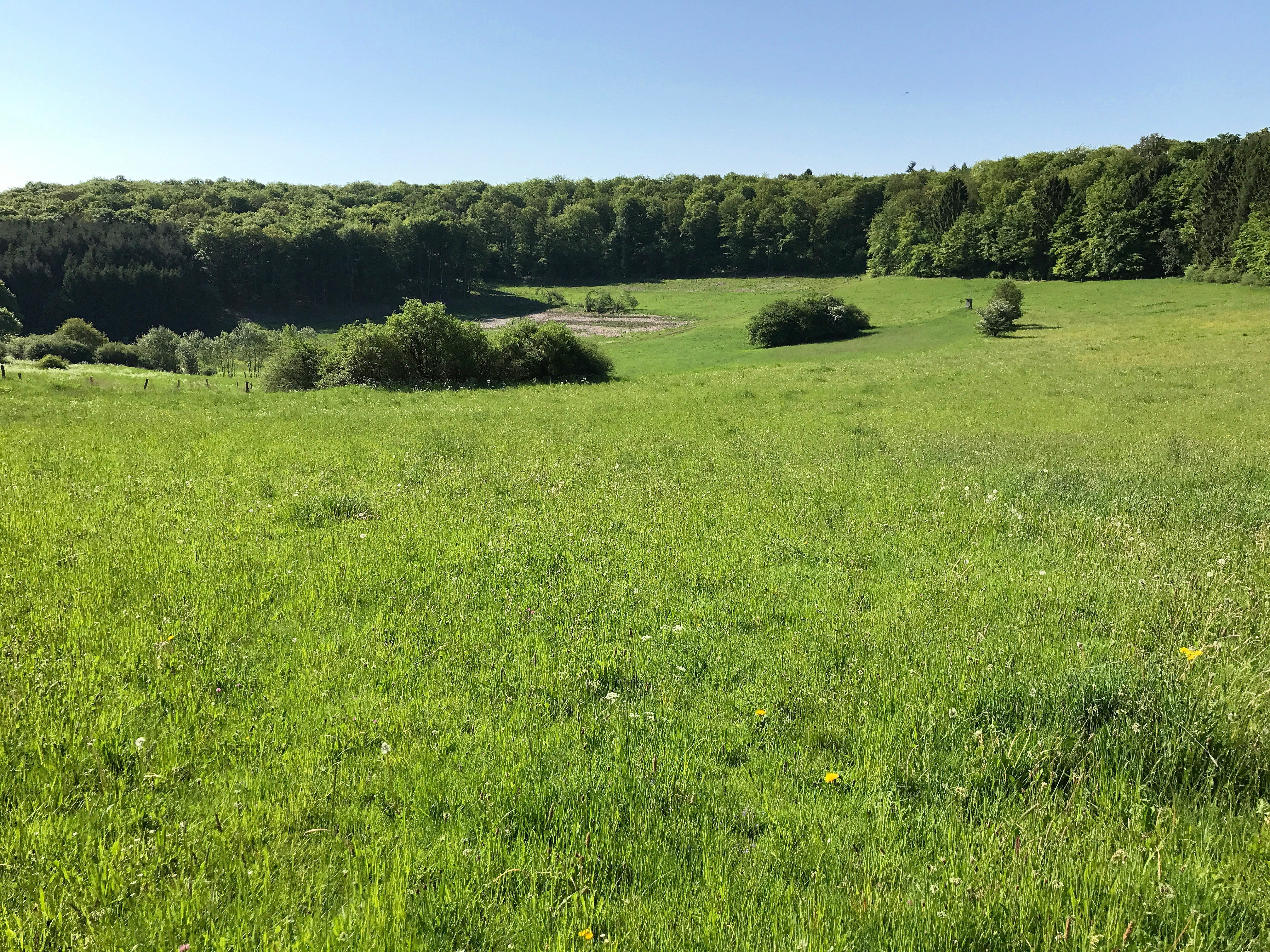
Trockenmaar am Hohen List
(1 km südwestlich von Schalkenmehren)

In der Eifel und Vulkaneifel gibt es auch zahlreiche Trockenmaare:
- Mosbrucher Weiher (4 km südöstlich von Kelberg)
- Booser Doppelmaar (westlich von Boos; nahe Kelberg)
- Dreiser Weiher (westlich von Dreis-Brück, nördlich von Daun)
- Dürres Maar (südwestlich von Gillenfeld)
- Duppacher Weiher (bei Duppach, nordwestlich von Gerolstein)
- Geeser Maar (östlich von Gerolstein, nördlich des Stadtteils Gees)
- Eckfelder Maar (nahe Eckfeld)
- Eigelbacher Maar (bei Kopp, Kreis Daun; Maarkessel: ca. 1200 m × 1200 m)
- Hitsche Maar (nordwestlich des Dürren Maars, kleinstes Eifelmaar; Ø = 60 m)
- Immerather Risch (das; mnd. „risch“ = Röhricht; nördlich des Immerather Maares)
- Gerolsteiner Maar (nordöstlich von Gerolstein)
- Schönfelder Maar (südwestlich von Stadtkyll-Schönfeld)
- Steffelner Laach oder „Laach Maar“ (bei Steffeln)
- Dehner Maar (bei Reuth)
- Walsdorfer Maar („Schilierwiese“; südlich von Walsdorf; Maarkessel: ca. 1150 m × 1000 m)
- Wollmerather Maar (bei Wollmerath)

##### Abweichende Verwendung des BegriffsMaar
Die im Folgenden genannten Vulkanformen werden oft landläufig als „Maar“ oder „Maarsee“ bezeichnet, obwohl es sich dabei nicht um Maare im eigentlichen Sinn handelt:
- Windsborn-Kratersee und Hinkelsmaar in der Manderscheider Vulkangruppe bei Bettenfeld, Kraterseen des Mosenberges
- Laacher See bei Maria Laach, See im Einbruchkrater (Caldera) des Laacher See-Vulkans
- Strohner Märchen (südlich des Pulvermaars), Schlackenschlot in Maar umgewandelt
- Papenkaule, ein Vulkankrater, und die dazugehörige Ausbruchstelle der Hagelskaule
- Elfenmaar bei Bad Bertrich, ein nahezu vollständig abgetragener Schichtvulkan
- Rodder Maar bei Niederdürenbach, Herkunft ungeklärt.[7]

#### Maare außerhalb der Eifel
In Deutschland gibt es auch außerhalb der Eifel einige Maare. Ein berühmtes Beispiel dafür ist die bei Messel im Landkreis Darmstadt-Dieburg gelegene Grube Messel, ein ehemaliger Maarsee, der durch seine ausgezeichnet erhaltenen Fossilien bekannt ist. Daneben gab es auf der Schwäbischen Alb und im Albvorland (Schwäbischer Vulkan) maarebildende Vulkane; da die über 350 Eruptionspunkte nur im Ober-Miozän vor 17 bis 11 Millionen Jahren aktiv waren, sind alle Maare außer dem Trockenmaar Randecker Maar und der Molach nur noch geologisch auffindbar. Im Erzgebirge bei Hammerunterwiesenthal bildete sich vor etwa 30 Millionen Jahren während des Oligozän das Maar von Hammerunterwiesenthal, das in Ost-West-Richtung 2 km lang und in Nord-Süd-Richtung 1,4 km breit ist.

### Außerhalb Deutschlands

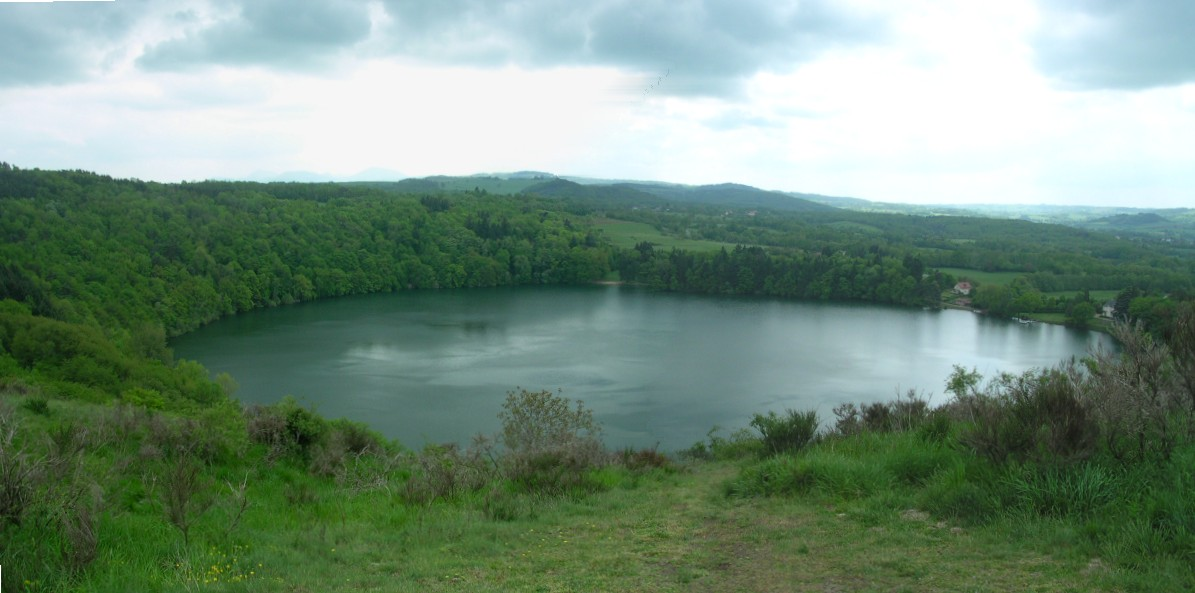
Gour de Tazenat, Chaîne des Puys, Frankreich

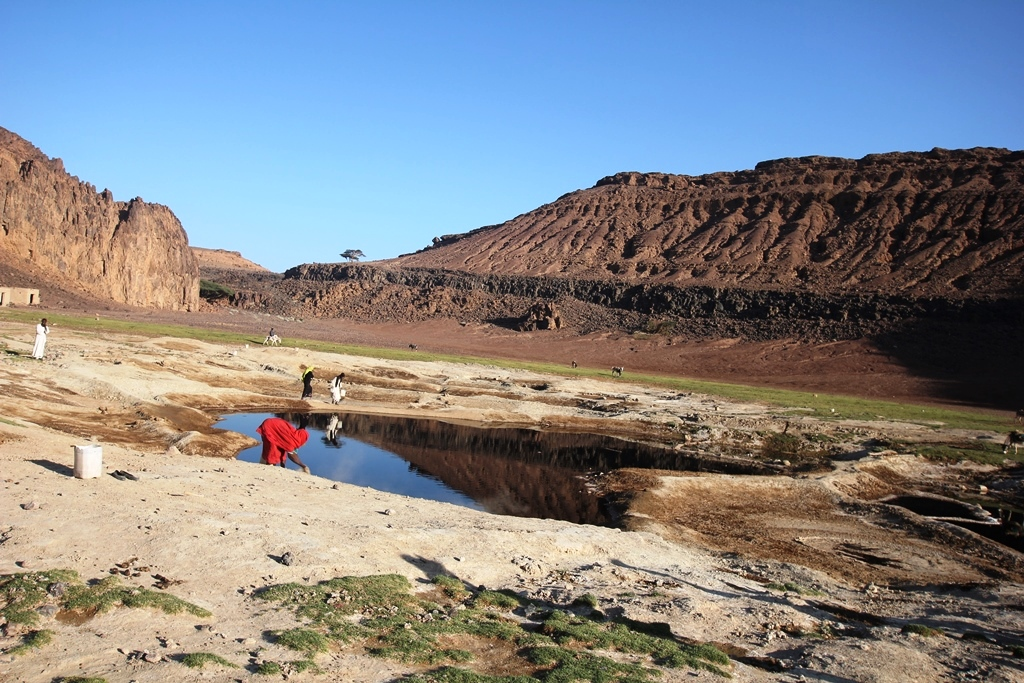
Trockenmaar im Bayuda-Vulkanfeld

Auch anderswo in Europa kommen Maare vor. So enthält etwa die Chaîne des Puys in Frankreich zahlreiche Maare, der Albaner See in den Albaner Bergen ist ein komplex gebautes Maar, und von Santorini in Griechenland ist ebenfalls ein Maar bekannt (Colombo). Das Vulkangebiet von Campo de Calatrava in Spanien enthält zahlreiche Maare, ein typisches Beispiel ist etwa das Maar von Hoya del Mortero bei Poblete in der Provinz Ciudad Real.
Aktive Maarvulkane sind vor allem außerhalb Europas bekannt. In den USA bestehen zahlreiche Maargebiete, so etwa in Alaska (Ukinrek-Maare, Nunivak im Beringmeer), in Washington (Battle Ground Lake), in Oregon (Fort Rock Basin mit den Maaren Big Hole, Hole-in-the-Ground, Table Rock, Seven-Mile Ridge), im Death-Valley-Nationalpark (Ubehebe Crater) sowie die Maare des White Rock Canyon, Mount Taylor und Potrillo Volcanic fields, Zuni Salt Lake Crater und Kilbourne Hole Crater in New Mexico.
In Zentralmexiko enthält das Tarascan-Vulkanfeld in den Bundesstaaten Michoacán und Guanajuato mehrere Maare. In El Salvador findet sich das Maar der Laguna Aramuaca. Aus Südamerika sind etwa in Chile Maare bekannt (Carrán-Los Venados in Zentralchile, Cerro Overo und Cerro Tujle in Nordchile). Die Laguna Jayu Khota ist ein Maar in Bolivien.
Das Maar von Birket Ram liegt auf den Golanhöhen, weiter südlich kommen in Afrika ebenfalls Maare vor (Bilate-Vulkanfeld und Haro Maja im Butajiri-Silti-Vulkanfeld, Äthiopien, dem Bayuda-Vulkanfeld im Sudan und der Nyos-See im Oku-Vulkanfeld in Kamerun).
In Sibirien ist das Kinenin Maar sowie das Maar des Sees Dal'ny unter den Vulkanen der Halbinsel Kamtschatka zu nennen. In Japan gibt es Maare im Kirishima-Yaku-Vulkanfeld im Kirishima-Yaku-Nationalpark auf Kyushu (Kagamiike Pond) sowie zahlreich auf der Vulkaninsel Miyake-jima, Izu-Inseln (Furumio, Mi'ike, Mizutamari, Shinmio).
Die Newer Volcanics Province in der Provinz Victoria, Australien, enthält zahlreiche Maare, so Mount Gambier und Mount Schank. Auf Papua-Neuguinea ist der Koranga bekannt, und im Krummel-Garbuna-Welcker-Vulkanfeld auf Neubritannien liegt das Numundo-Maar. Der Kawah Masem am Sempu in Indonesien ist ebenfalls ein Maar, und das San Pablo Volcanic Field in der Provinz Laguna auf der Insel Luzon auf den Philippinen enthält Maare.